# Odontonema lindavii
Odontonema lindavii es una especie de planta con flores perteneciente a la familia Acanthaceae.

## Distribución y hábitat
El área de distribución nativa de esta especie se extiende en Cuba. Crece principalmente en el bioma tropical húmedo.

## Taxonomía
La especie fue descrita originalmente como Phidiasia lindavii por Ignatz Urban y publicada en Symbolae Antillanae seu Fundamenta Florae Indiae Occidentalis 9: 131, en 1923, actualmente es tanto un sinónimo como el basónimo de esta; y ulteriormente sería transferida al género Odontonema por Pedro Acevedo-Rodríguez en Smithsonian Contributions to Botany 98: 9, en 2012.

#### Etimología
Véase: Odontonema
lindavii: epíteto nombrado en honor del botánico, pteridólogo y micólogo alemán Gustav Lindau (1866 – 1923).